# Ернест Афісімама
Ернест Асі Афісімама (англ. Ernest Asi Afiesimama) — нігерійський вчений з питань охорони навколишнього середовища та клімату, працював у Нігерійському метеорологічному агентстві та був консультантом з питань навколишнього середовища та клімату в Stern Integrated Projects .  В даний час він співпрацює зі Світовою метеорологічною організацією.

## Життєпис
Афісімама народився в Оголомі, штат Окріка, штат Ріверс. Він відвідував Регіональний навчальний центр (RTC) Всесвітньої метеорологічної організації (ВМО) Лагос і отримав сертифікати класу III (аналітик погоди) та клас II (синоптик). Він закінчив курс аеронавігаційного метеоролога в 1988 році в Нігерійському коледжі авіаційної техніки в Зарії, а пізніше навчався у Федеральному технологічному університеті Акуре. Він має диплом першого класу з фізики атмосфери (метеорологія) та магістра наук (відзнака) з гідрології та водних ресурсів. Він здобув ступінь доктора філософії кліматології (динаміка клімату) в Університеті Лагоса і вже багато років займається екологічними консультаціями. Він має просунутий диплом з електротехніки та інші сертифікати післядипломної освіти в галузі навколишнього середовища та клімату.

## Синоптик
Він приєднався до тодішнього Департаменту метеорологічних служб Федеральної служби і був національним телеведучим погоди в 1997 році.  Отримав нагороду за досконалість у презентації погоди. Був керівником міжнародних відносин та протоколів, а також генеральним менеджером з чисельних прогнозів погоди (NWP)  Нігерійського метеорологічного агентства (NiMet).  В даний час він є менеджером програми у відомствах для Африки та найменш розвинених країн Світової метеорологічної організації у Женеві, Швейцарія.
Афісімама був старшим науковим співробітником Міжнародного центру теоретичної фізики (Група фізики погоди та клімату), Трієст, Італія, з 2002 по 2014 рік. Він був провідним автором Другого національного повідомлення Нігерії про розробку кліматичних сценаріїв у Нігерії.

## Пізніша кар'єра
Він був керуючим директором Stern Integrated Projects.  Ці проекти пов'язані з екологічним навчанням та консалтингом, оцінками впливу на навколишнє середовище та аудитом, екологічною вразливістю, пом'якшенням та адаптацією внаслідок мінливості та змін клімату. Крім того, він був національним координатором Ініціативи збереження навколишнього середовища Нігерії (SNEI) , неурядової, некомерційної організації, яка прагне підвищити рівень освіченості та сприяти захисту, збереженню та ефективному використанню навколишнього середовища стійкий спосіб соціально-економічного розвитку.
Він пише звіти про оцінку впливу на навколишнє середовище, проблеми, пов'язані з соціально-економічним аналізом кліматичних ризиків, варіанти пом'якшення наслідків та стратегії адаптації через мінливість клімату та зміни на місцевих, національних та міжнародних проектах.   Він був членом африканського мусонного багатопрофільного аналізу (AMMA-2050),   Міжнародного наукового керівного комітету (ISSC) у Європі   та президентом наукового комітету AMMA в Африці. 
Він є членом професійних органів, включаючи Нігерійську гідрогеологічну асоціацію, Американське метеорологічне товариство та Американський геофізичний союз.